# Bilan saison par saison des Clippers de Los Angeles

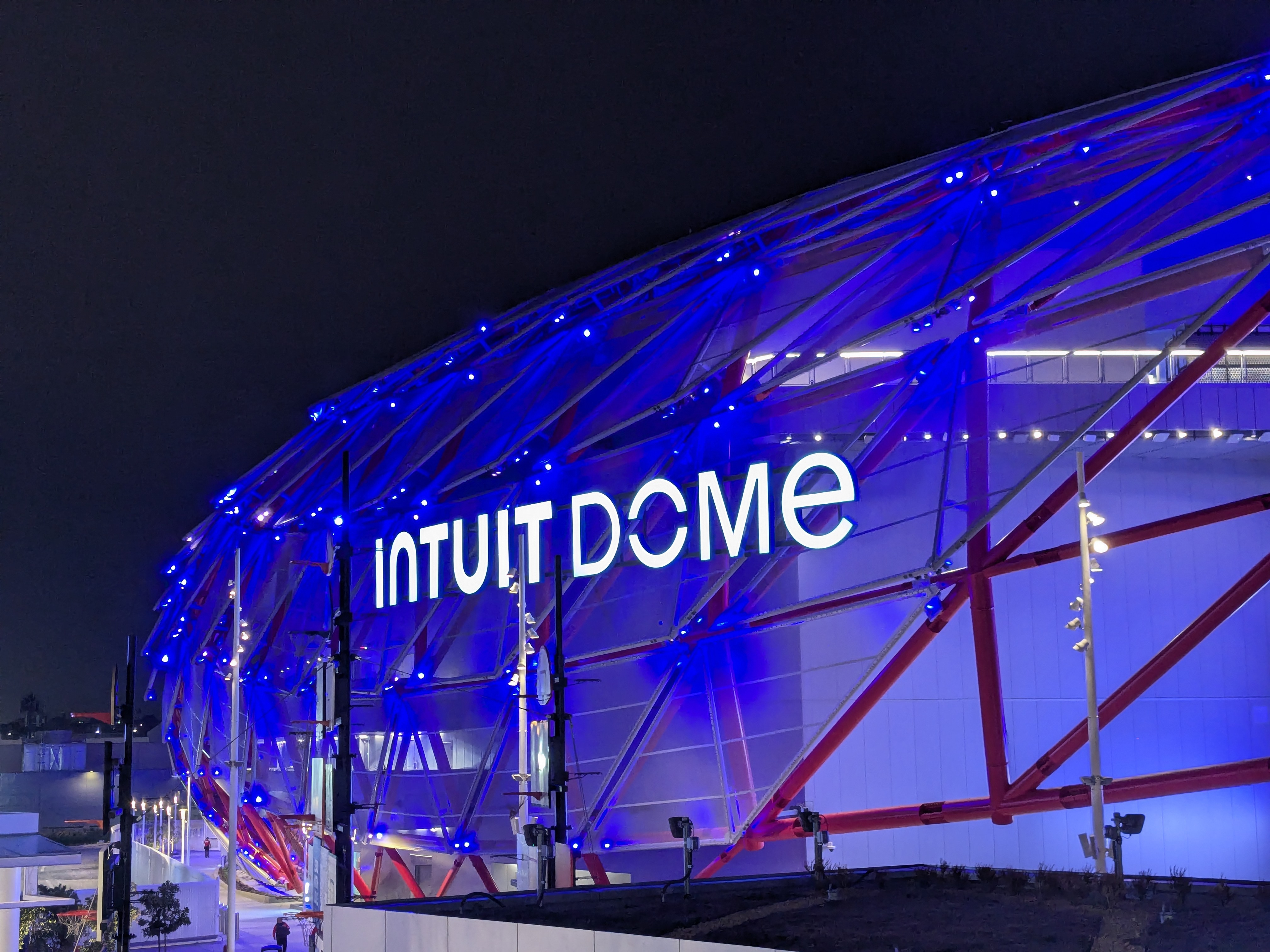
L'Intuit Dome est l'arène des Clippers.

Le tableau suivant est un bilan saison par saison des Clippers de Los Angeles avec les performances réalisées par la franchise depuis sa création en 1970.
| Saison               | Équipe           | Conférence       | Conférence       | Division         | Division         | Saison régulière | Saison régulière | Saison régulière | Playoffs | Entraîneur principal                   | Réf.             |
| Saison               | Équipe           | Conférence       | Conférence       | Division         | Division         | V                | D                | PCT              | Playoffs | Entraîneur principal                   | Réf.             |
| -------------------- | ---------------- | ---------------- | ---------------- | ---------------- | ---------------- | ---------------- | ---------------- | ---------------- | --- | -------------------------------------- | ---------------- |
| Buffalo Braves       |                  |                  |                  |                  |                  |                  |                  |                  | |                                        |                  |
| 1970-71              | 1970-71          | Est              | 7e               | Atlantique       | 4e               | 22               | 60               | 26,8%            | - | Dolph Schayes                          | [ 1 ]            |
| 1971-72              | 1971-72          | Est              | 8e               | Atlantique       | 4e               | 22               | 60               | 26,8%            | - | Dolph Schayes Johnny McCarthy          | [ 2 ]            |
| 1972-73              | 1972-73          | Est              | 7e               | Atlantique       | 3e               | 21               | 61               | 25,6%            | - | Jack Ramsay                            | [ 3 ]            |
| 1973-74              | 1973-74          | Est              | 4e               | Atlantique       | 3e               | 42               | 40               | 51,2%            | Défaite en demi-finale de conférence (Boston, 2-4)                                                                                      | Jack Ramsay                            | [ 4 ]            |
| 1974-75              | 1974-75          | Est              | 3e               | Atlantique       | 2e               | 49               | 33               | 59,8%            | Défaite en demi-finale de conférence (Washington, 3-4)                                                                                  | Jack Ramsay                            | [ 5 ]            |
| 1975-76              | 1975-76          | Est              | 5e               | Atlantique       | 2e               | 46               | 36               | 56,1%            | Victoire au premier tour (Philadelphie, 2-1) Défaite en demi-finale de conférence (Boston, 2-4)                                         | Jack Ramsay                            | [ 6 ]            |
| 1976-77              | 1976-77          | Est              | 10e              | Atlantique       | 4e               | 30               | 52               | 36,6%            | - | Tates Locke Bob MacKinnon Joe Mullaney | [ 7 ]            |
| 1977-78              | 1977-78          | Est              | 10e              | Atlantique       | 4e               | 27               | 55               | 32,9%            | - | Cotton Fitzsimmons                     | [ 8 ]            |
| San Diego Clippers   |                  |                  |                  |                  |                  |                  |                  |                  | |                                        |                  |
| 1978-79              | 1978-79          | Ouest            | 7e               | Pacifique        | 5e               | 43               | 39               | 52,4%            | - | Gene Shue                              | [ 9 ]            |
| 1979-80              | 1979-80          | Ouest            | 7e               | Pacifique        | 5e               | 35               | 47               | 42,7%            | - | Gene Shue                              | [ 10 ]           |
| 1980-81              | 1980-81          | Ouest            | 9e               | Pacifique        | 5e               | 36               | 46               | 43,9%            | - | Paul Silas                             | [ 11 ]           |
| 1981-82              | 1981-82          | Ouest            | 12e              | Pacifique        | 6e               | 17               | 65               | 20,7%            | - | Paul Silas                             | [ 12 ]           |
| 1982-83              | 1982-83          | Ouest            | 11e              | Pacifique        | 6e               | 25               | 57               | 30,5%            | - | Paul Silas                             | [ 13 ]           |
| 1983-84              | 1983-84          | Ouest            | 11e              | Pacifique        | 6e               | 30               | 52               | 36,6%            | - | Jim Lynam                              | [ 14 ]           |
| Los Angeles Clippers |                  |                  |                  |                  |                  |                  |                  |                  | |                                        |                  |
| 1984-85              | 1984-85          | Ouest            | 11e              | Pacifique        | 4e               | 31               | 51               | 37,8%            | - | Jim Lynam Don Chaney                   | [ 15 ]           |
| 1985-86              | 1985-86          | Ouest            | 10e              | Pacifique        | 3e               | 32               | 50               | 39,0%            | - | Don Chaney                             | [ 16 ]           |
| 1986-87              | 1986-87          | Ouest            | 12e              | Pacifique        | 6e               | 12               | 70               | 14,6%            | - | Don Chaney                             | [ 17 ]           |
| 1987-88              | 1987-88          | Ouest            | 12e              | Pacifique        | 6e               | 17               | 65               | 20,7%            | - | Gene Shue                              | [ 18 ]           |
| 1988-89              | 1988-89          | Ouest            | 11e              | Pacifique        | 7e               | 21               | 61               | 25,6%            | - | Gene Shue Don Casey                    | [ 19 ]           |
| 1989-90              | 1989-90          | Ouest            | 11e              | Pacifique        | 6e               | 30               | 52               | 36,6%            | - | Don Casey                              | [ 20 ]           |
| 1990-91              | 1990-91          | Ouest            | 10e              | Pacifique        | 6e               | 31               | 51               | 37,8%            | - | Mike Schuler                           | [ 21 ]           |
| 1991-92              | 1991-92          | Ouest            | 7e               | Pacifique        | 5e               | 45               | 37               | 54,9%            | Défaite au premier tour (Utah, 2-3) | Mike Schuler Mack Calvin Larry Brown   | [ 22 ]           |
| 1992-93              | 1992-93          | Ouest            | 7e               | Pacifique        | 4e               | 41               | 41               | 50,0%            | Défaite au premier tour (Houston, 2-3)                                                                                                  | Larry Brown                            | [ 23 ]           |
| 1993-94              | 1993-94          | Ouest            | 11e              | Pacifique        | 7e               | 27               | 55               | 32,9%            | - | Bob Weiss                              | [ 24 ]           |
| 1994-95              | 1994-95          | Ouest            | 13e              | Pacifique        | 7e               | 17               | 65               | 20,7%            | - | Bill Fitch                             | [ 25 ]           |
| 1995-96              | 1995-96          | Ouest            | 11e              | Pacifique        | 7e               | 29               | 53               | 35,4%            | - | Bill Fitch                             | [ 26 ]           |
| 1996-97              | 1996-97          | Ouest            | 8e               | Pacifique        | 5e               | 36               | 46               | 43,9%            | Défaite au premier tour (Utah, 0-3) | Bill Fitch                             | [ 27 ]           |
| 1997-98              | 1997-98          | Ouest            | 13e              | Pacifique        | 7e               | 17               | 65               | 20,7%            | - | Bill Fitch                             | [ 28 ]           |
| 1998-99              | 1998-99          | Ouest            | 13e              | Pacifique        | 7e               | 9                | 41               | 18,0%            | - | Chris Ford                             | [ 29 ]           |
| 1999-00              | 1999-00          | Ouest            | 14e              | Pacifique        | 7e               | 15               | 67               | 18,3%            | - | Chris Ford Jim Todd                    | [ 30 ]           |
| 2000-01              | 2000-01          | Ouest            | 12e              | Pacifique        | 6e               | 31               | 51               | 37,8%            | - | Alvin Gentry                           | [ 31 ]           |
| 2001-02              | 2001-02          | Ouest            | 9e               | Pacifique        | 5e               | 39               | 43               | 47,6%            | - | Alvin Gentry                           | [ 32 ]           |
| 2002-03              | 2002-03          | Ouest            | 13e              | Pacifique        | 7e               | 27               | 55               | 32,9%            | - | Alvin Gentry Dennis Johnson            | [ 33 ]           |
| 2003-04              | 2003-04          | Ouest            | 14e              | Pacifique        | 7e               | 28               | 54               | 34,1%            | - | Mike Dunleavy                          | [ 34 ]           |
| 2004-05              | 2004-05          | Ouest            | 10e              | Pacifique        | 3e               | 37               | 45               | 45,1%            | - | Mike Dunleavy                          | [ 35 ]           |
| 2005-06              | 2005-06          | Ouest            | 6e               | Pacifique        | 2e               | 47               | 35               | 57,3%            | Victoire au premier tour (Denver, 4-1) Défaite en demi-finale de conférence (Phoenix, 3-4)                                              | Mike Dunleavy                          | [ 36 ]           |
| 2006-07              | 2006-07          | Ouest            | 9e               | Pacifique        | 4e               | 40               | 42               | 48,8%            | - | Mike Dunleavy                          | [ 37 ]           |
| 2007-08              | 2007-08          | Ouest            | 12e              | Pacifique        | 5e               | 23               | 59               | 28,0%            | - | Mike Dunleavy                          | [ 38 ]           |
| 2008-09              | 2008-09          | Ouest            | 14e              | Pacifique        | 4e               | 19               | 63               | 23,2%            | - | Mike Dunleavy                          | [ 39 ]           |
| 2009-10              | 2009-10          | Ouest            | 12e              | Pacifique        | 3e               | 29               | 53               | 35,3%            | - | Mike Dunleavy Kim Hughes               | [ 40 ]           |
| 2010-11              | 2010-11          | Ouest            | 13e              | Pacifique        | 4e               | 32               | 50               | 39,0%            | - | Vinny Del Negro                        | [ 41 ]           |
| 2011-12              | 2011-12          | Ouest            | 5e               | Pacifique        | 2e               | 40               | 26               | 60,6%            | Victoire au premier tour (Memphis, 4-3) Défaite en demi-finale de conférence (San Antonio, 0-4)                                         | Vinny Del Negro                        | [ 42 ]           |
| 2012-13              | 2012-13          | Ouest            | 4e               | Pacifique        | 1er              | 56               | 26               | 68,3%            | Défaite au premier tour (Memphis, 2-4)                                                                                                  | Vinny Del Negro                        | [ 43 ]           |
| 2013-14              | 2013-14          | Ouest            | 3e               | Pacifique        | 1er              | 57               | 25               | 69,5%            | Victoire au premier tour (Golden State, 4-3) Défaite en demi-finale de conférence (Oklahoma City, 2-4)                                  | Doc Rivers                             | [ 44 ]           |
| 2014-15              | 2014-15          | Ouest            | 3e               | Pacifique        | 2e               | 56               | 26               | 68,3%            | Victoire au premier tour (San Antonio, 4-3) Défaite en demi-finale de conférence (Houston, 3-4)                                         | Doc Rivers                             | [ 45 ]           |
| 2015-16              | 2015-16          | Ouest            | 4e               | Pacifique        | 2e               | 53               | 29               | 64,6%            | Défaite au premier tour (Portland, 2-4)                                                                                                 | Doc Rivers                             | [ 46 ]           |
| 2016-17              | 2016-17          | Ouest            | 4e               | Pacifique        | 2e               | 51               | 31               | 62,2%            | Défaite au premier tour (Utah, 3-4) | Doc Rivers                             | [ 47 ]           |
| 2017-18              | 2017-18          | Ouest            | 10e              | Pacifique        | 2e               | 42               | 40               | 51,2%            | - | Doc Rivers                             | [ 48 ]           |
| 2018-19              | 2018-19          | Ouest            | 8e               | Pacifique        | 2e               | 48               | 34               | 58,5%            | Défaite au premier tour (Golden State, 2-4)                                                                                             | Doc Rivers                             | [ 49 ]           |
| 2019-20              | 2019-20          | Ouest            | 2e               | Pacifique        | 2e               | 49               | 23               | 68,1%            | Victoire au premier tour (Dallas, 4-2) Défaite en demi-finale de conférence (Denver, 3-4)                                               | Doc Rivers                             | [ 50 ]           |
| 2020-21              | 2020-21          | Ouest            | 4e               | Pacifique        | 2e               | 47               | 25               | 65,3%            | Victoire au premier tour (Dallas, 4-3) Victoire en demi-finale de conférence (Utah, 4-2) Défaite en finale de conférence (Phoenix, 2-4) | Tyronn Lue                             | [ 51 ]           |
| 2021-22              | 2021-22          | Ouest            | 8e               | Pacifique        | 3e               | 42               | 40               | 51,2%            | - | Tyronn Lue                             | [ 52 ]           |
| 2022-23              | 2022-23          | Ouest            | 5e               | Pacifique        | 3e               | 44               | 38               | 53,7%            | Défaite au premier tour (Phoenix, 1-4)                                                                                                  | Tyronn Lue                             | [ 53 ]           |
| 2023-24              | 2023-24          | Ouest            | 4e               | Pacifique        | 1er              | 51               | 31               | 62,2%            | Défaite au premier tour (Dallas, 2-4)                                                                                                   | Tyronn Lue                             | [ 54 ]           |
| 2024-25              | 2024-25          | Ouest            | 5e               | Pacifique        | 2e               | 50               | 32               | 61,0%            | Défaite au premier tour (Denver, 3-4)                                                                                                   | Tyronn Lue                             | [ 55 ]           |
| Saison régulière     | Saison régulière | Saison régulière | Saison régulière | Saison régulière | Saison régulière | 1 893            | 2 549            | 42,6%            | |                                        |                  |
| Playoffs             | Playoffs         | Playoffs         | Playoffs         | Playoffs         | Playoffs         | 69               | 91               | 43,1%            | Pas de titre NBA | Pas de titre NBA                       | Pas de titre NBA |